# Nikkō
 Nikkō ist auch die Abkürzung für „Nihon Kōkū“ – Japan Airlines.
Nikkō (jap. 日光市, -shi, dt. Sonnenschein-Stadt) ist eine Stadt in Japan.

## Geographie
Nikkō liegt etwa 140 Kilometer nördlich von Tokio in den Bergen der Präfektur Tochigi. 2006 hatte die Stadt Nikkō geschätzte 93.568 Einwohner. Die Fläche von Nikkō beträgt durch Eingemeindungen mittlerweile 1.449,87 km².

## Geschichte
Die Geschichte von Nikkō beginnt bereits 766 mit der Errichtung des Rinnō-ji-Tempels. In der Edo-Zeit wurden der Nikkō Tōshō-gū (das Tokugawa-Mausoleum) und die Nikkō-Landstraße (Nikkō Kaidō) in die Hauptstadt Edo eröffnet, Nikkō stand unter direkter Kontrolle des Shōgunats und zog viele Besucher an. Auch in der Moderne bleiben Touristen aus der Hauptstadtregion wichtig für die Stadt (siehe #Sehenswürdigkeiten). 1890 erhielt Nikkō durch die private Nippon Tetsudō einen ersten Eisenbahnanschluss, die später Nikkō-Linie getaufte Strecke verband Nikkō mit Tochigis Hauptstadt Utsunomiya. 1929 kam die Tōbu-Nikkō-Linie dazu, die auf direkterem Weg in die Stadt Miyashiro in Saitama führt und an die Tōbu-Hauptlinie (Isesaki-Linie bzw. neuerdings Tobu Skytree Line) nach Tokio anschließt.

Die Flagge der alten Stadt Nikkō 1893–2006

Nach der Meiji-Restauration entstand als Nachfolger der Shōgunatsverwaltung von Nikkō 1869 die Präfektur Nikkō (日光県), die 1871 zu Tochigi kam. Ab 1878, als die Kreise reaktiviert und neu geordnet wurden, gehörte Nikkō zum „Kreis Ober-Tsuga“ (Kami-Tsuga-gun) von Tochigi, der aus der Teilung des antiken Kreises Tsuga von Shimotsuke hervorging. Bei der Einführung der heutigen Gemeindeformen 1889 entstand aus dem vormodernen Nikkō und umliegenden Dörfern die [kreisangehörige] Stadt Nikkō (日光町). Daraus wurde unter Zusammenschluss mit dem Dorf Okorogawa am 1. Februar 1954 die [kreisfreie] Stadt Nikkō (日光市). Am 20. März 2006 fusionierte die alte Stadt Nikkō mit der Stadt Imaichi und den kreisangehörigen Gemeinden Ashio, Fujiwara und Kuriyama – technisch entstand dabei eine neue Stadt Nikkō.

## Sehenswürdigkeiten

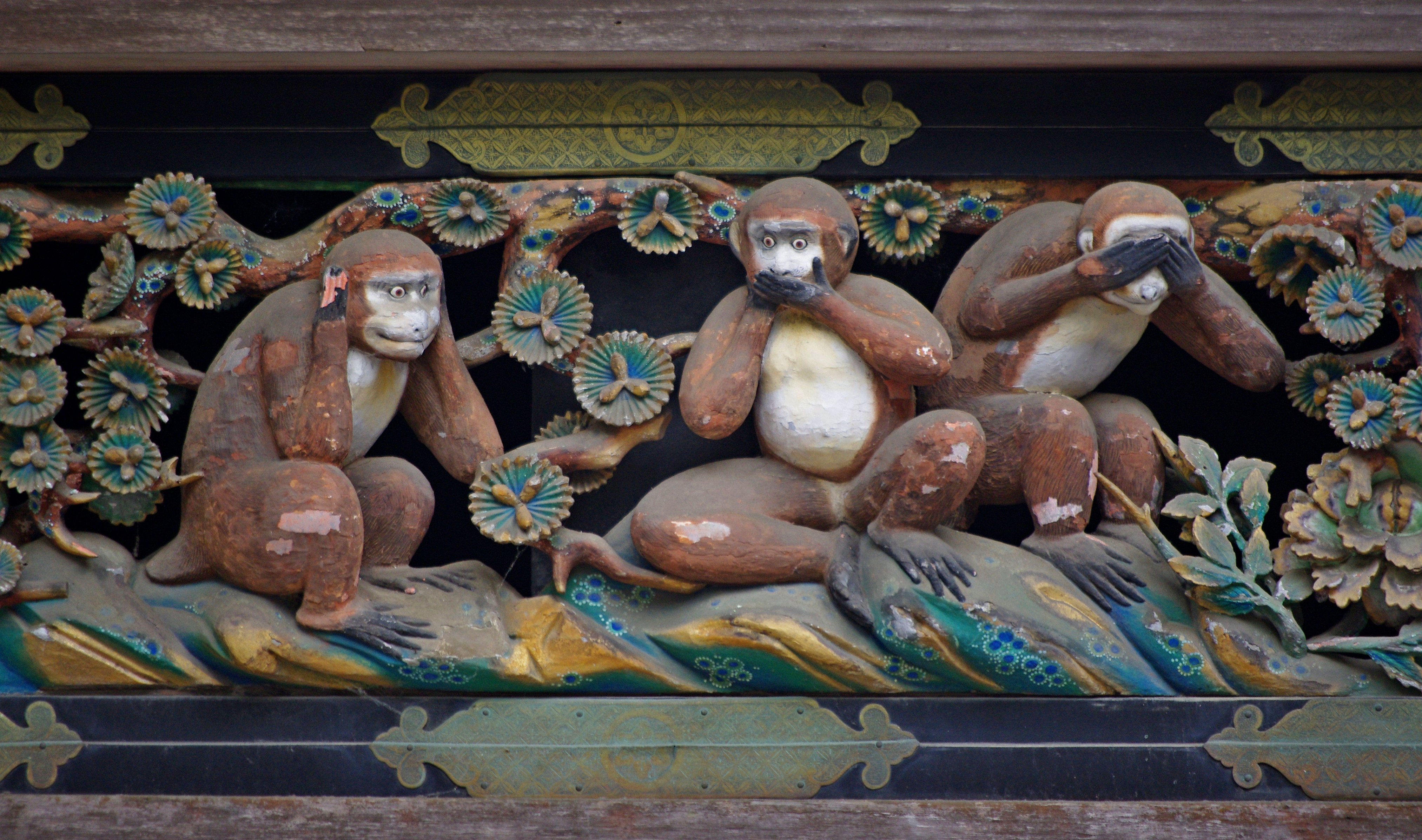
Die berühmten drei Affen von Nikkō im Tōshō-gū: nichts (Böses) sehen, nichts (Böses) hören, nichts (Böses) reden

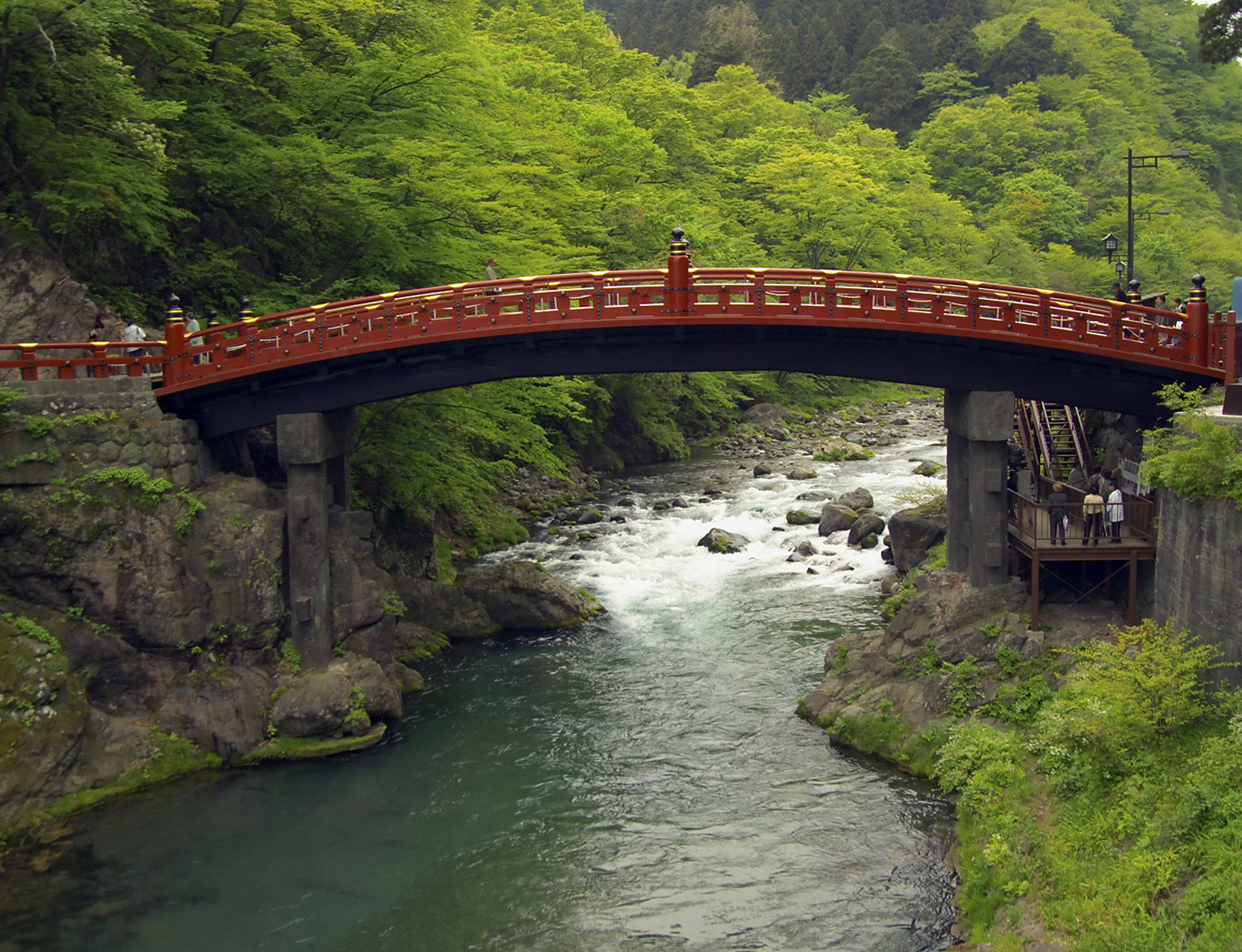
Shinkyō, Heilige Brücke

Zu den historische Gebäuden und Denkmälern zählen das Mausoleum des Shōgun Tokugawa Ieyasu (Nikkō Tōshō-gū) oder der Nikkō-Futarasan-Schrein, ein Shintō-Schrein aus dem Jahr 767. Beide Gebäude und der Rinnō-ji sind von der UNESCO zum Weltkulturerbe ernannt worden. Das Hotel Nikkō-Kanaya gilt als das erste japanische Hotel für Ausländer überhaupt.
An einem kleinen, eher unscheinbaren Gebäude – der Stall der heiligen Pferde des Nikkō Tōshōgū – befindet sich zudem als Fassadenschnitzerei das Wahrzeichen Nikkōs, die drei Affen, die nichts (Böses) sehen, hören und sagen. Inzwischen sind echte Japanmakaken, die in Nikkō als heilig verehrt werden, zu einem Problem geworden. Während sich die Tiere früher in den schneebedeckten japanischen Bergwäldern aufhielten, haben sie sich mittlerweile so stark vermehrt, dass sie auch in menschlicher Umgebung nach Nahrung suchen und Geschäftsleute und Touristen belästigen.
Die Berge westlich der Stadt sind Bestandteil des Nikkō-Nationalparks, in dem sich die Kegon-Fälle, Onsen, der Chūzenji-See und Wanderrouten befinden.

## Sport
Das Eishockeyteam Nikkō Kobe Ice Bucks (ALIH) hat seine Hauptspielstätte in der Nikkō Kirifuri Eisarena, in der auch das Division-I-Turnier der Fraueneishockey-WM 2007 stattfand.

## Verkehr
Die Stadt ist über die Nikkō-Utsunomiya-Autobahn sowie die Nationalstraßen 119, 120, 121, 122, 352, 400 und 461 erreichbar.
Das Stadtzentrum wird durch zwei Bahnstrecken erschlossen, die beide dort ihre Endstation haben. Die Nikkō-Linie von JR East führt vom Bahnhof Nikkō nach Bahnhof Utsunomiya, die Tōbu Nikkō-Linie der Bahngesellschaft Tōbu Tetsudō in Richtung Tokio. Von letzterer zweigt im Bahnhof Shimo-Imaichi die Tōbu Kinugawa-Linie nach Shin-Fujiwara ab. Eine weitere Bahnstrecke, die Watarase-Keikoku-Linie, endet mehr als 15 km vom Stadtzentrum entfernt in Matō.

## Angrenzende Städte und Gemeinden
- Präfektur Tochigi
  - Utsunomiya
  - Kanuma
  - Nasushiobara
  - Shioya
- Präfektur Gunma
  - Numata
  - Midori
  - Katashina
- Präfektur Fukushima
  - Minamiaizu
  - Hinoemata

## Städtepartnerschaften
- Palm Springs (Kalifornien), seit 1969
- Rapid City (South Dakota), seit 1993

## Die Stadt als Namensgeber
Der am 17. November 1927 entdeckte Asteroid (1185) Nikko wurde nach der Stadt benannt.

## Söhne und Töchter der Stadt
- Ibuka Masaru (1908–1997), Unternehmer
- Tadao Ishihata (* 1941), Eisschnellläufer
- Yōsuke Yuzawa (* 1990), Fußballspieler
- Kyōtarō Yamakoshi (* 1991), Fußballspieler
- Kōsuke Ōtsu (* 1993), Eishockeyspieler
- Shōta Kaneko (* 1995), Fußballspieler
- Yusei Ōtsu (* 1995), Eishockeyspieler

## Weblinks

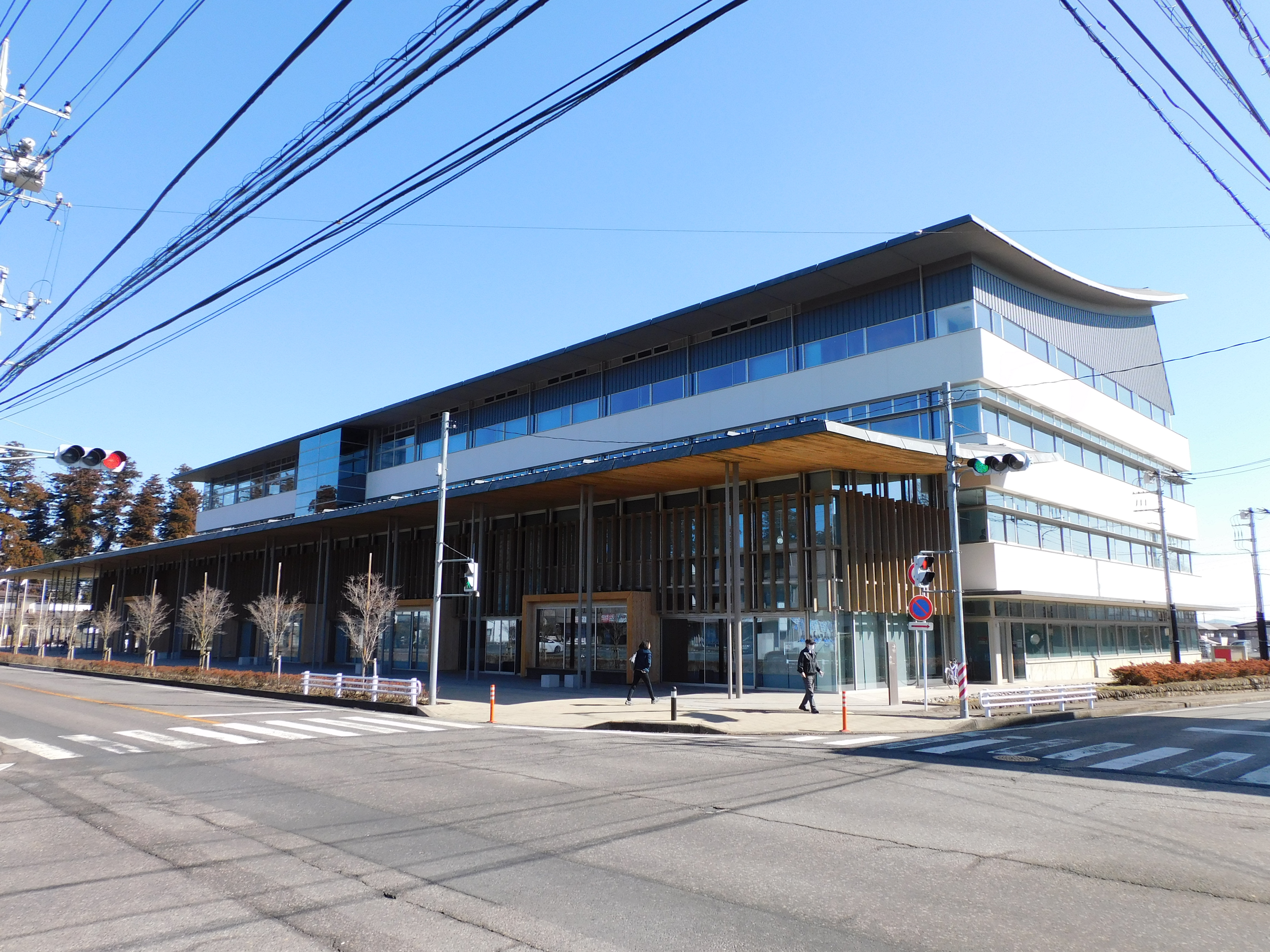
Rathaus von Nikko